# Glen Alvelais
Glen Alvelais é um guitarrista da "Bay Area" de São Francisco, Califórnia. 
Suas principais influências musicais são: Yngwie Malmsteen, Ace Frehley, Alex Skolnick, Frank Marino, Jimi Hendrix, Joe Satriani, Warren DeMartini, Steve Vai, Vinnie Moore entre outros.

## Discografia
Glen Alvelais tocou nos seguintes álbuns:
- Forbidden Evil da banda Forbidden em 1988].[1]
- Raw Evil-Live at the Dynamo da banda Forbidden em 1989
- Return to the Apocalyptic City da banda Testament em 1993
- Demonic da banda Testament 1997.[1]